# Balthasar Neumann

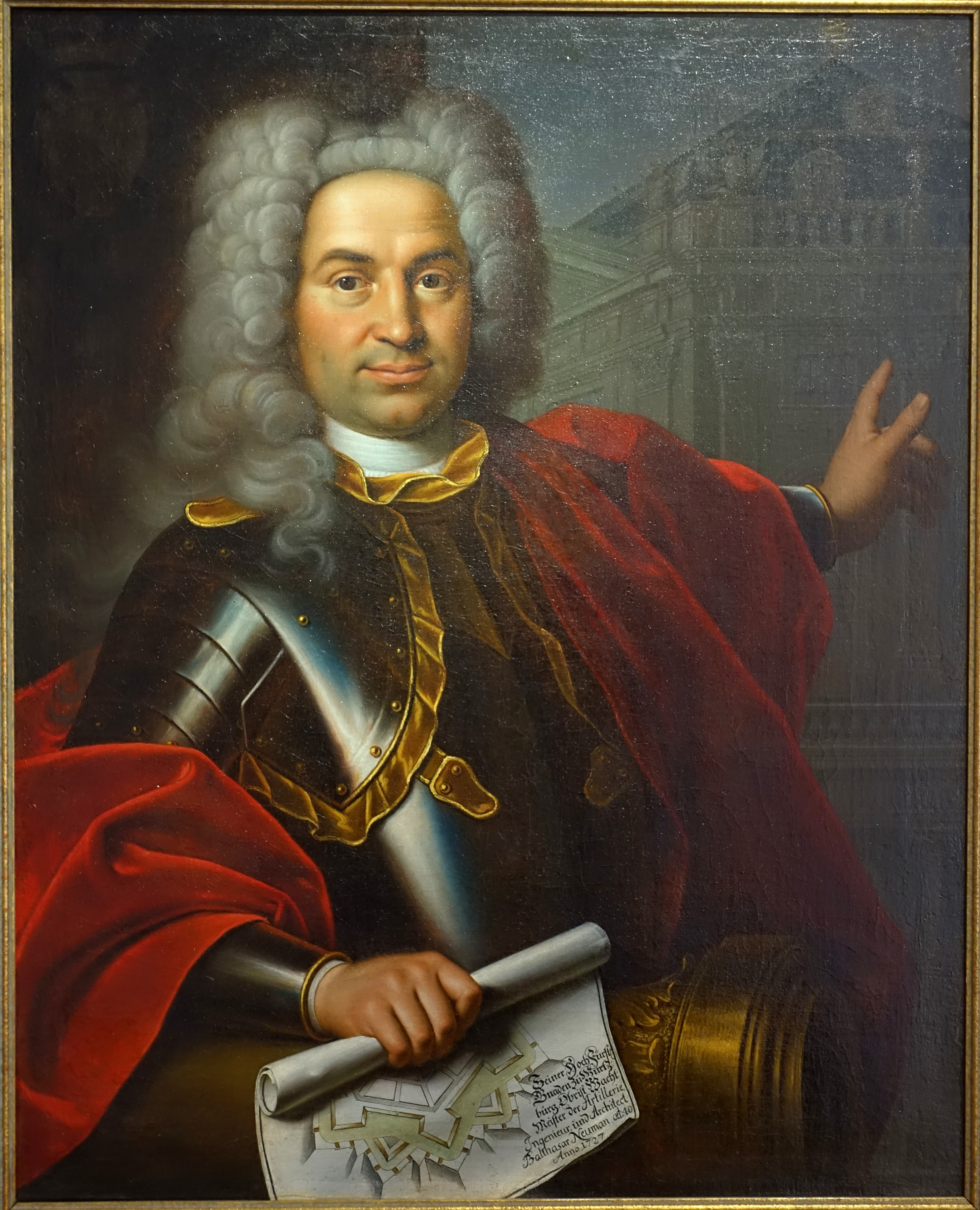
Balthasar Neumann, Porträt von Marcus Friedrich Kleinert, 1727

Balthasar Neumann (* 27. Januar 1687 in Eger; † 19. August 1753 in Würzburg) war einer der bedeutendsten Baumeister des süddeutschen Barock. Zu seinen Hauptwerken gehören unter den Sakralbauten die Schönbornkapelle Würzburg, die Klosterkirche Münsterschwarzach, die Wallfahrtskirche Gößweinstein, die Wallfahrtskirche Vierzehnheiligen und die Klosterkirche Neresheim; unter den Profanbauten die Residenz Würzburg, das Schloss Bruchsal, das Schloss Werneck, das Schloss Augustusburg und das Schloss Schönbornslust. Die Residenz Würzburg und das Schloss Augustusburg wurden 1981 bzw. 1984 in die UNESCO-Welterbeliste eingeschrieben.

## Leben

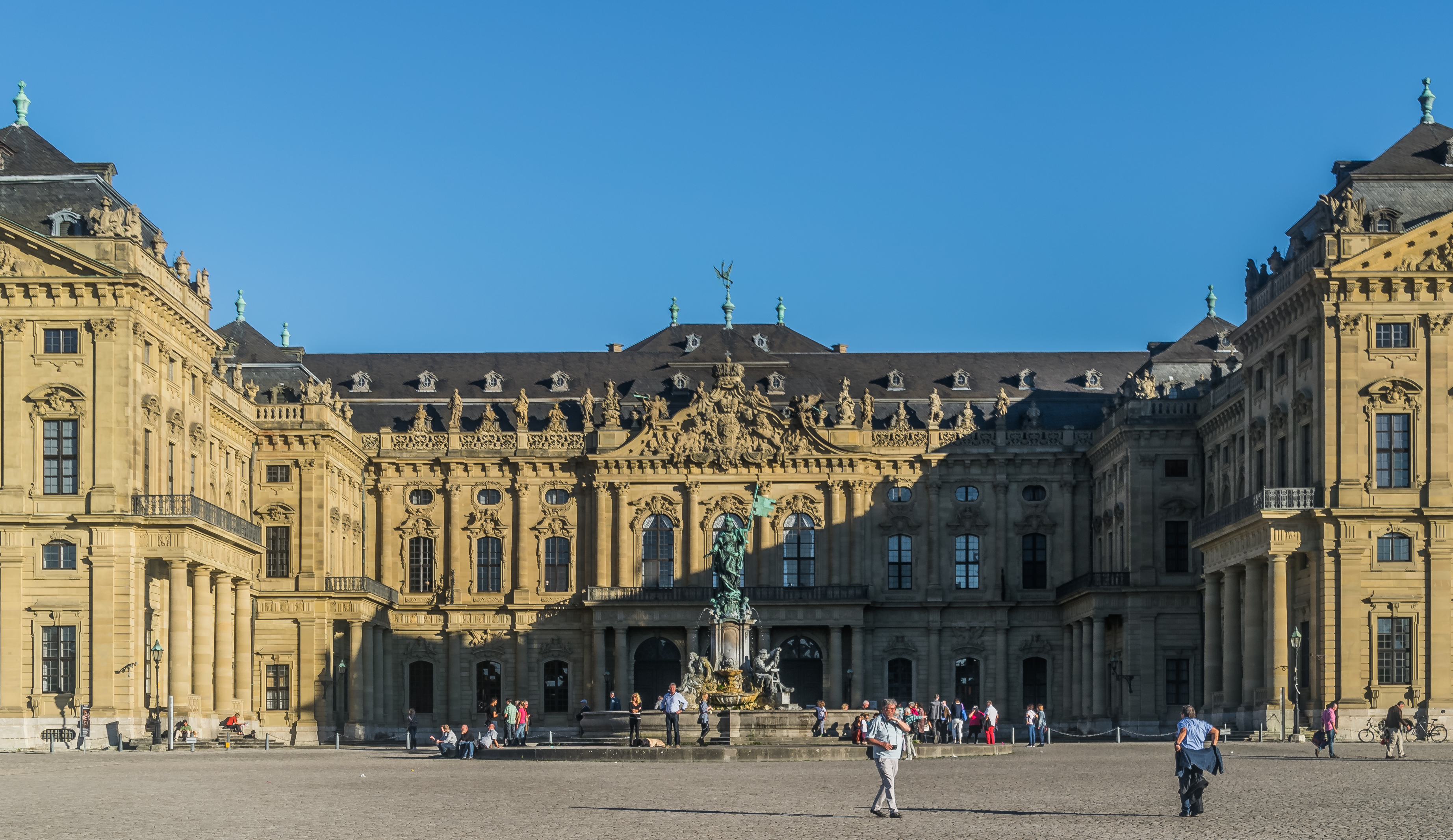
Residenz Würzburg

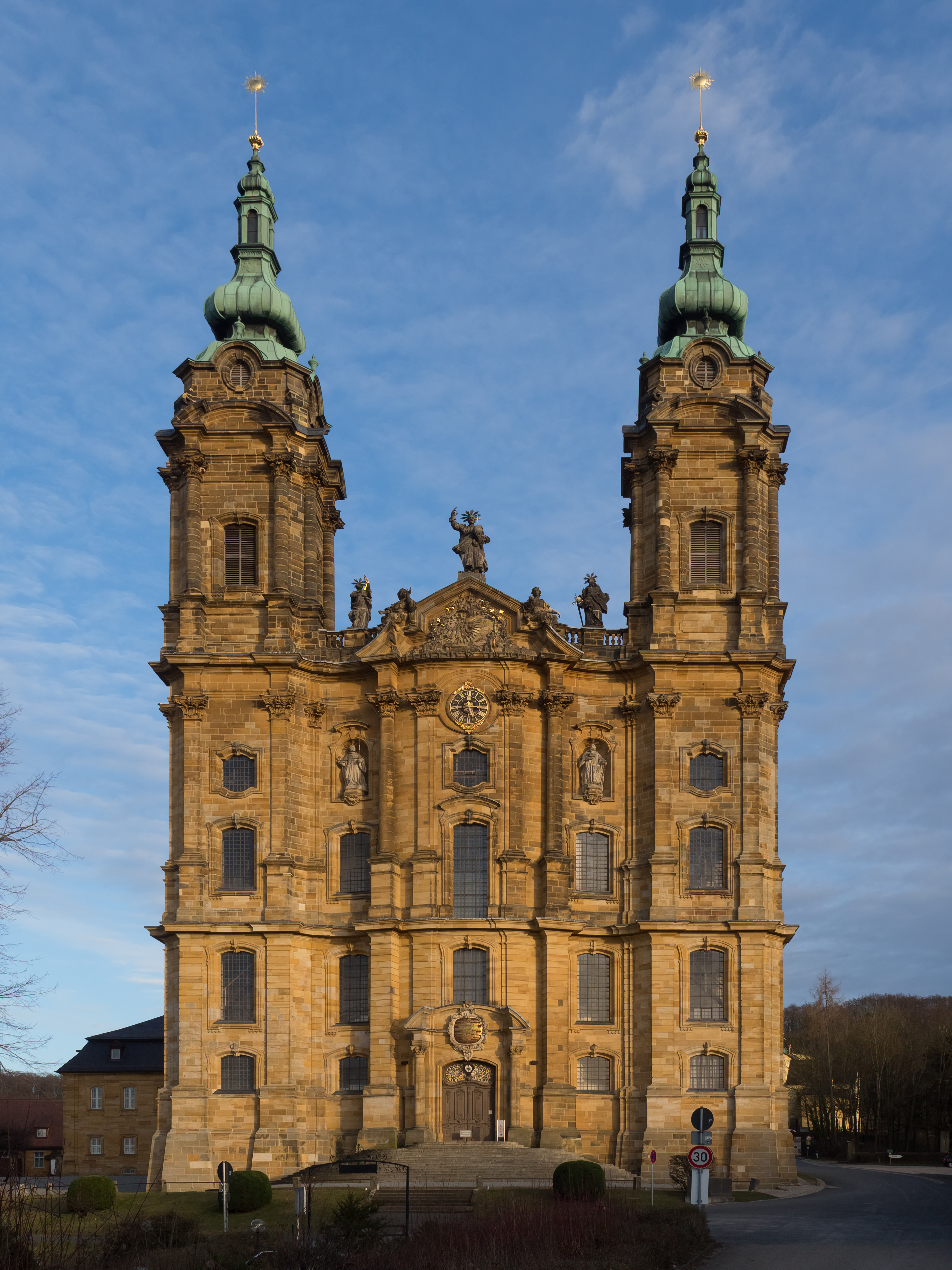
Wallfahrtskirche Vierzehnheiligen

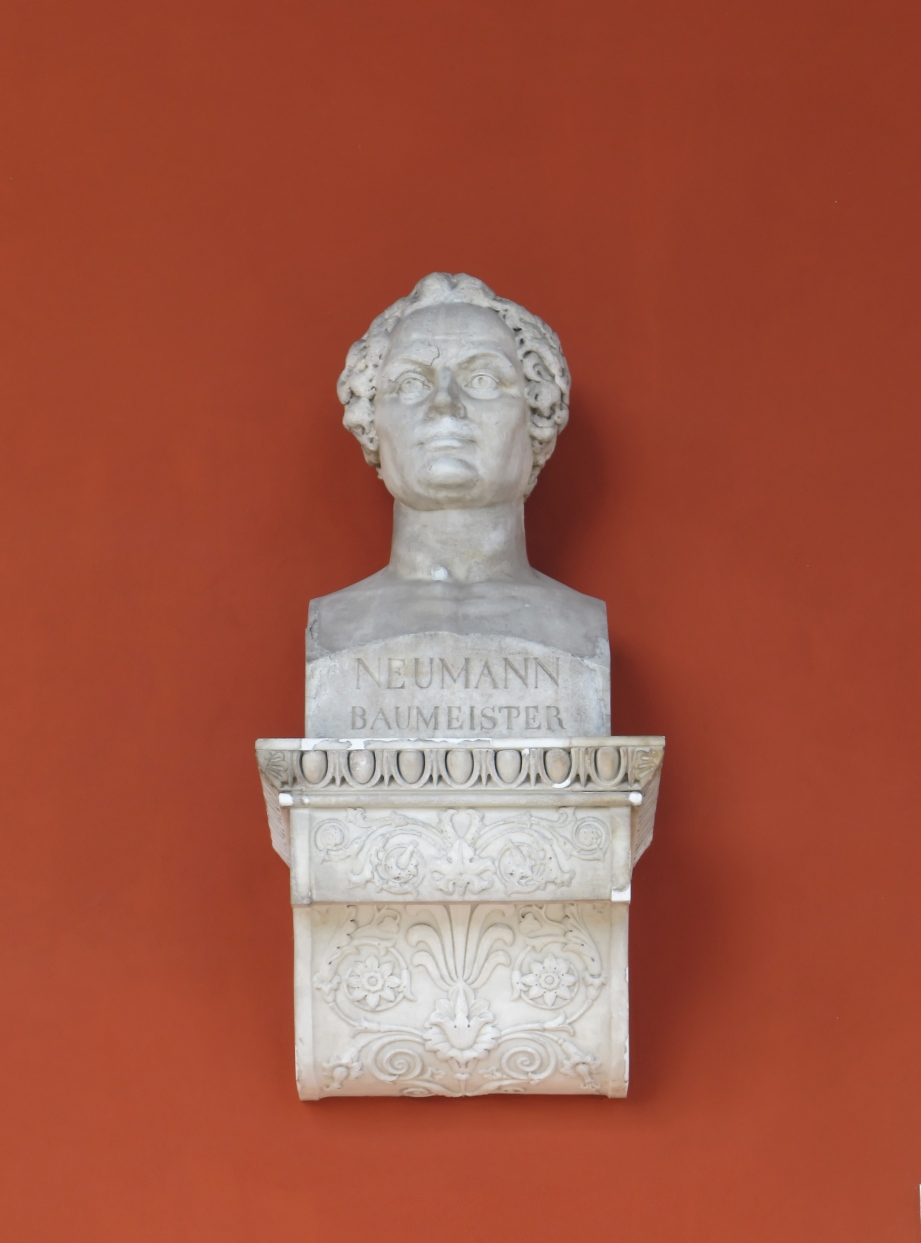
Büste Neumanns in der Ruhmeshalle München

### Frühe Jahre
Johann Balthasar Neumann wurde am 27. Januar 1687 im böhmischen Eger als siebtes von neun Kindern des Tuchmachers Hans Christoph Neumann († 1713) und dessen Frau Rosina Grassold geboren und am 30. Januar 1687 in der Kirche St. Nikolaus getauft. Am Geburtshaus in der Schiffgasse/Smetanova 12 befand sich eine Gedenktafel: „In diesem Hause wurde Balthasar Neumann, Hof-Architekt u. Obrist, Erbauer des Würzburger Schlosses und vieler Kirchen, am 30. Jänner 1687 geboren“. 1962 wurde das Geburtshaus von den tschechoslowakischen Kommunisten abgerissen und durch einen Plattenbau mit der Anschrift Kasernplatz/Kasární námĕstí 8 ersetzt. 2001 wurde am nahegelegenen Balthasar-Neumann-Platz/námĕstí Baltazara Neumanna eine neue Gedenktafel mit der irreführenden Inschrift „Hier stand das Haus, in dem der Barock-Baumeister Balthasar Neumann am 27. Januar 1687 geboren wurde“ enthüllt.
Seine erste Lehrzeit verbrachte er vermutlich bei seinem Paten, dem Glocken- und Metallgießer Balthasar Platzer in Eger. Seit 1711 ist er in der Gießerei von Ignaz Kopp in Würzburg belegt, wo er noch den Lehrbrief der „Büchsenmeister, Ernst- und Lustfeuerwerkerey“ erwarb. 1712 trat Neumann als Gemeiner in die fränkische Kreis-Artillerie ein, da er einzig auf diesem Weg die nur Militärs offenstehende Laufbahn des Ingenieurs einschlagen konnte. Seit 1714 ist er im Dienst des Würzburger Hochstifts nachzuweisen (1715 war er Fähnrich der fürstlichen Leibkompanie der Fürstbischöflich-würzburgischen Armee und in seinem dritten Studienjahr der Geometrie, Architektur und Feldmesserei). Er vervollkommnete seine Kenntnisse durch Studien auf dem Gebiet der Festungsbaukunst, stieg auf zum Adjutanten, wurde bald Feldwebel der Artillerie in der Schlosskompanie und 1718 fürstlicher Ingenieur-Kapitän. 1717/18 befand er sich mit den fränkischen Truppen in Österreich und Ungarn, wo er vermutlich als Ingenieur bei der Befestigung von Belgrad mitarbeitete. In Wien lernte er auch die richtungweisenden Barockbauten von Johann Bernhard Fischer von Erlach und Johann Lucas von Hildebrandt kennen und schulte sein architektonisches Gespür an ihnen. Eine Reise nach Mailand brachte ihm wohl auch die Begegnung mit den Werken Guarino Guarinis, die bestimmend für seine spätere genialische Auffassung vom Raum wurden.

### Baumeister in Würzburg
Nachdem Neumann unter der Leitung des Artilleriehauptmanns und Ingenieurs Andreas Müller (1667–1720) und des fürstlichen Stadt- und Landbaumeisters Joseph Greissing in Würzburg gearbeitet hatte, berief 1719 der neue Fürstbischof Johann Philipp Franz von Schönborn den Stückhauptmann (der Artillerie) und Oberingenieur Neumann zum fürstbischöflichen Baudirektor in Würzburg. Als solcher übernahm Neumann 1720 schließlich die Planung für den Neubau der Würzburger Residenz. Der Würzburger Fürstbischof folgte dabei der Empfehlung seines Onkels, des Mainzer Kurfürsten Lothar Franz von Schönborn, dem schon 1715 das aufstrebende Talent des Baumeisters aufgefallen war. Sein Architekturverständnis schulte Neumann in diesen ersten Jahren in der Zusammenarbeit mit anderen im Dienst des Würzburger Hochstifts stehenden Architekten, wie Maximilian von Welsch, den Gebrüdern von Erthal oder Ritter zu Gronesteyn, durch die er mit der französischen Frühklassik Mansarts in Berührung kam. Stilprägend wurde aber die Auseinandersetzung mit dem Wiener Meister Johann Lucas von Hildebrandt. Im Zusammenhang mit dem Bau der Residenz unternahm er im Auftrag seines fürstbischöflichen Dienstherrn eine Studienreise, die ihn über Mannheim, Bruchsal, Straßburg und Nancy 1723 nach Paris führte. Hier festigte er im Kontakt mit Robert de Cotte, dem Ersten Architekten des französischen Königs, die bahnbrechenden Ideen neuer Raumdispositionen. Zusammen mit Germain Boffrand, dem anderen der großen Architekten Frankreichs, entwickelte Neumann in Paris seine Ideen von einem großzügigen Treppenhaus weiter, die ihn später berühmt machten.
Im Jahr 1724 avancierte er zum Major. Er heiratete 1725 Maria Eva Engelberta Schild, Tochter des Geheimen Hofrats Franz Ignaz Schild. Beide hatten acht Kinder. Durch die Heirat erhielt er familiären Zugang zu einflussreichen Beamten- und Ratsfamilien in Stadt und Bistum. Balthasar Neumann wohnte in Würzburg in der Franziskanergasse 2, wo er 1724 den Hof Oberfrankfurt vom Fürstbischof Christoph Franz von Hutten erworben hatte. Hier hatte er auch sein Architekturbüro mit seinen Mitarbeitern untergebracht. Über eine Wendeltreppe gelangte man auf eine Dachterrasse und von dort aus zu einer Aussichtsplattform namens „Belvedere“, im Volksmund „Neumann-Kanzel“ genannt. Ein Podest mit Geländer auf dem Dach seines Hauses erlaubte ihm, seine Würzburger Baustellen zu überblicken. Am 16. März 1945 wurde das Anwesen durch Bomben schwer beschädigt und 1950 wegen Einsturzgefahr gesprengt. Später entschied man sich für einen Neubau, in den das barocke Portal integriert wurde. Im Dachgeschoss wurde die „Balthasar-Neumann-Stube“ als Veranstaltungsraum eingerichtet. 1729 wurde er Oberstleutnant in der fränkischen Kreisartillerie und anstelle Maximilians von Welsch Baudirektor in Bamberg, dem zweiten Bistum des neuen Würzburger Fürstbischofs Friedrich Karl von Schönborn. 1731 erhielt er den für ihn neu eingerichteten Lehrstuhl für Zivil- und Militärbaukunst an der Universität Würzburg und wurde 1741 Oberst, womit er den höchsten für ihn möglichen militärischen Rang erreichte. Als Mitarbeiter Neumanns ragten Johann Thomas Nissler (1713–1769), Arnold Friedrich Prahl (1709–1758) und Johannes Seiz (1717–1779) heraus. Zwei Maximen Neumanns beim Bau von Kirchen (bei dem er sich auch an Renaissance-Elementen orientierte, wie sie Antonio Petrini bereits bei der Karmelitenkirche St. Joseph und St. Maria Magdalena und dem Stift Haug verwendet hatte) sollen „Rotunde“ und „kurvierter Raum“ gewesen sein. Diese Sichtweise hat Manuel Mayer in seiner Rezeptionsgeschichte Neumanns der Schule des Genialismus zugewiesen, die sich in ihrer inneren Paradoxie einem wissenschaftlichen Idealismus verdankt, der nur durch seine Gegenschule, den Kollektivismus, lebensfähig bleibt.

### Späte Jahre
Durch die Politik der vom „Bauwurm“ besessenen Familie Schönborn, möglichst viele Bistümer mit Angehörigen zu besetzen, erweiterte sich Neumanns Wirkungskreis von Würzburg und Bamberg schließlich auf die Bistümer Speyer, Konstanz und Trier, selbst der Kölner Kurfürst Clemens August von Wittelsbach gab ihm Aufträge. Ab 1723 war Neumann Mitglied der bischöflichen Baukommission, die er ab 1725 faktisch leitete. Als Baudirektor des Domkapitels erreichte er eine dominierende Stellung im Würzburger Bauwesen, auch nachdem er unter Schönborns Nachfolger Anselm Franz von Ingelheim das Amt als Oberbaudirektor vorübergehend verloren hatte. Balthasar Neumann versorgte Würzburg mit Kanälen, lenkte frisches Quellwasser in den Vierröhrenbrunnen und legte neue Straßenzüge an. Für die Berechnungen seiner Rokokobauten entwickelte er einen speziellen Proportionalwinkel, das instrumentum architecturae. Mit ihm konnten die Proportionen der verschiedenen Säulenarten bequem abgelesen werden. Von Neumann stammt die erste genaue kartografische Stadtdarstellung Würzburgs: Er zeichnete bereits 1715 diesen Grundrissplan der Stadt. Dieser historisch bedeutsame Neumannsche Stadtplan ist jedoch nur in einer von Joseph Fischer 1775 angefertigten Kopie erhalten. Weite Verbreitung fand ab 1723 (umgesetzt von Johann Salver, Johann Baptist Homann und Johann Balthasar Gutwein) eine durch Neumann gezeichnete perspektivische Vogelschauansicht der Stadt Würzburg. In Bad Kissingen veranlasste er in den Jahren 1737 und 1738 zusammen mit Georg Anton Boxberger die Verlegung der Fränkischen Saale. In diesem Zusammenhang wurde der „scharfe Brunnen“, die heutige Rakoczy-Quelle, wiederentdeckt. Außerdem wurden in Kissingen seine Pläne für das königliche Kurhaus und das Langhaus der Marienkapelle verwirklicht. 1738 zeichnete er eine Gesamtansicht von Bad Kissingen mit einer Stadtmauer und 14 Türmen.
Daneben war Neumann auch erfolgreicher selbständiger Unternehmer, als der er im Steigerwald die Schleichacher Glashütte (heute Fabrikschleichach, Gemeinde Rauhenebrach) und in Würzburg eine Spiegelschleiferei betrieb. Mit seinen Erzeugnissen versorgte er nicht nur die eigenen Bauten, sondern exportierte sie auch in andere Länder. Aus einem Schreiben vom 19. Juli 1747 geht hervor, dass sich Emanuel Teles da Silva, Graf von Silva-Tarouca, Hofbaudirektor in Wien, bemühte, den berühmten Architekten für Wien zu gewinnen. Neumann geleitete Kaiser Franz von Lothringen bei seinem Aufenthalt in Würzburg anlässlich der Reise zur Krönung nach Frankfurt durch die Residenz. Franz Stephan beschäftigte sich damals mit der Umgestaltung der Wiener Hofburg. Er zeichnete im Auftrag des Kaisers Franz von Lothringen Entwürfe für ein neues Treppenhaus in der Wiener Hofburg, das zu den großartigsten Treppenhäusern der Barockzeit zählte. Er schrieb „… indessen überschicke auch Seiner Kayserlichen Majestät meine idee über die Kayserliche und Königliche burg oder resident in Wien, welches dessein bereith fertig habe.“ Als Ehrengeschenk ließ ihm Maria Theresia durch Tarouca eine große und schöne Tabatiere übersenden. Den Auftrag erhielt jedoch der Lothringer Jean Nicolas Jadot de Ville-Issey, Neumanns Pläne wurden nicht verwirklicht. Neumann zeichnete ferner Entwürfe für Residenzen in Stuttgart (1747–1749) und Karlsruhe (1750/51) sowie für Schwetzingen (1752). Er starb als Oberst der Artillerie und fürstbischöflicher Oberbaudirektor und wurde in der Marienkapelle in Würzburg beigesetzt. Die von ihm begonnene Abteikirche Neresheim und die nicht vollendete Basilika Vierzehnheiligen wurden von anderen Baumeistern fertiggestellt. Insgesamt schuf Neumann „rund 100 bedeutende Brücken, Kirchen, Klöster, Schlösser, Wohn- und Geschäftshäuser“.

## Werke (Auswahl)

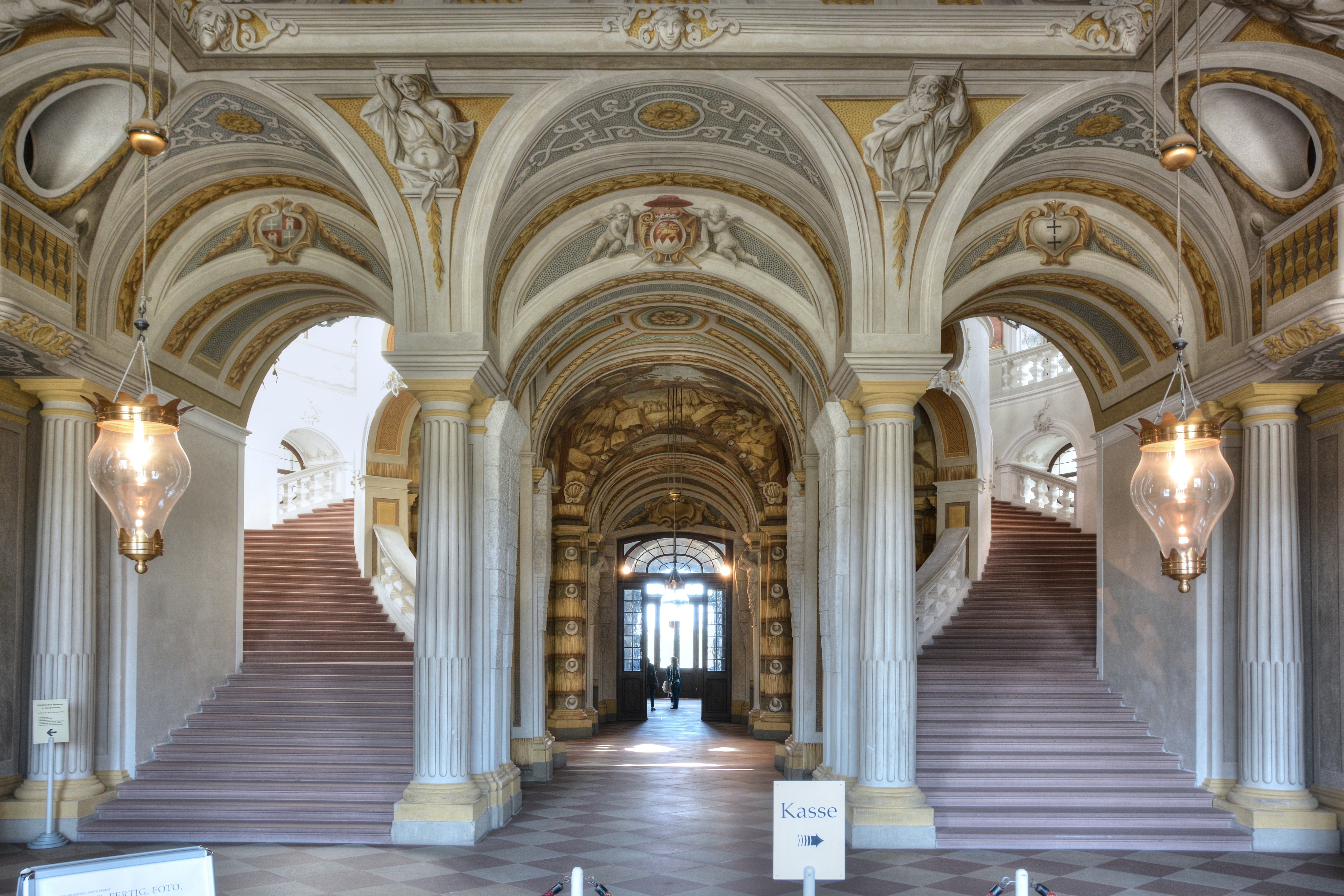
Treppenhaus des Schlosses Bruchsal

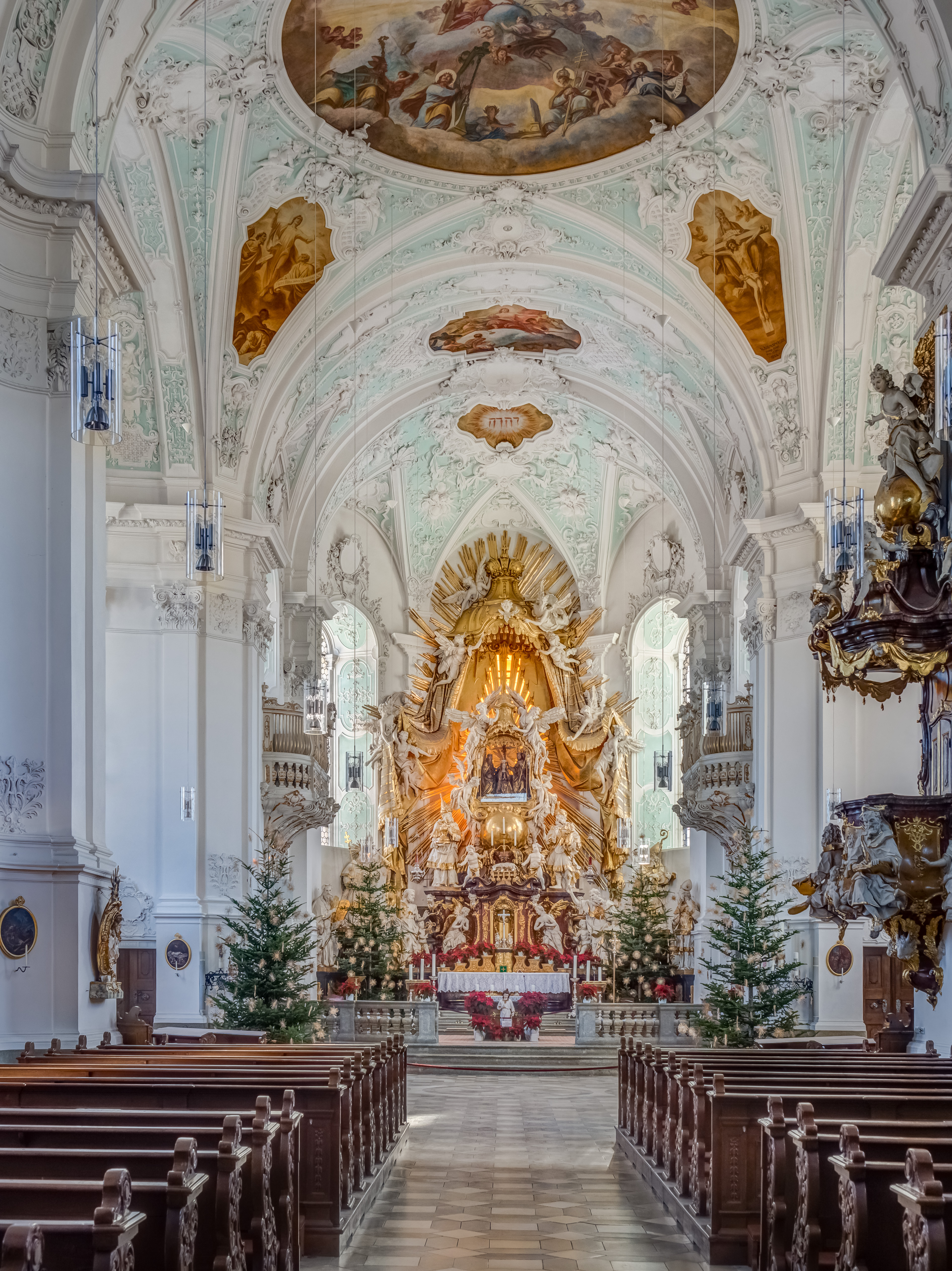
Altarraum der Wallfahrtskirche Gößweinstein

- Würzburger Residenz in italienisch-französischem Barockstil (1720 bis 1744) nach dem Muster des Versailler Schlosses
- Lusthaus (um 1720) im Schlosspark Wiesentheid
- Schloss Burgpreppach, Treppenhaus (ab 1722)
- Landwehrstraße 18, 20, 22 in Kitzingen (1721–1735) Kasernenbauten für die Würzburgische Armee
- Schönbornkapelle am nördlichen Querarm des Würzburger Doms (mit Planung 1721 bis 1724)
- Brunnenhalle in Bad Bocklet (1725)
- Pfarrkirche St. Andreas in Retzstadt (1726)
- Maschikuliturm der Festung Marienberg bei Würzburg (1728)
- Rundkirche des Klosters Holzkirchen in Holzkirchen (1728 bis 1730)
- Kloster Heidenfeld (1723 bis 1733)
- Fichtelscher Hof in Würzburg, Bronnbachergasse (ab 1724, im Auftrag des Hofkanzlers Franz Ludwig von Fichtl). Der Entwurf des um 1734 angebrachten ornamentalen Fassadenschmucks stammt vermutlich von Johann Lukas von Hildebrandt.[14]
- Deutschordenskirche in Bad Mergentheim, Beteiligung, (1730 bis 1735)
- Wallfahrtskirche des Klosters Gößweinstein (1730 bis 1739)
- Schloss Bruchsal (Treppenhaus, ab 1731)
- Pfarrkirche St. Nikolaus in Arnstein (Oberfranken) (1731 bis 1734)
- Tauberbrücke Tauberrettersheim (1733)
- Schloss Werneck (1733 bis 1746)
- Innenraum der Pfarrkirche St. Paulin in Trier (1734 bis 1757)
- Pfarrkirche St. Laurentius in Retzbach (1736 bis 1738)
- Wallfahrtskirche St. Laurentius am Weißen Brunnen in Kirchenthumbach, Ortsteil Putzmühle (1736 bis 1739)
- Hof Rombach in Würzburg (1738, zerstört 1945); siehe Liste der Baudenkmäler in Würzburg-Altstadt#E (Eichhornstraße 23 a)
- Pfarrkirche St. Cäcilia in Heusenstamm (1739)
- Pfarrkirche St. Cäcilia in Saffig (1739 bis 1742)
- St. Peter (Bruchsal)
- Entwürfe für das Neue Schloss (Meersburg) (um 1740)
- Planung (ab 1741) und Bau (1743 bis 1744) der neuen Dominikanerkirche in Würzburg[15]
- Reihenhäuser in der Theaterstraße in Würzburg (ab 1741. 1945 nahezu völlig zerstört)[16]
- Schloss Augustusburg in Brühl, Treppenhaus (1740 bis 1746), Hochaltar von St. Marien (1745 bis 1746)
- Kreuzkapelle von Etwashausen in Kitzingen (1741 bis 1745)
- Hofgut Öttershausen Neubau des Schüttbaus, Erneuerung der Scheune II und des Winkelbaus in Öttershausen (1741 bis 1747)
- Laurentiuskirche in Dirmstein (1742 bis 1746)
- Dreifaltigkeitskirche in Gaibach (1743 bis 1745)
- Abteikirche der Abtei Münsterschwarzach (1727 bis 1743, im 19. Jahrhundert abgerissen)
- Basilika Vierzehnheiligen bei Bad Staffelstein (von 1743 bis 1772)
- Kirche St Cyriakus in Schwemmelsbach (1744)
- Klostermühle der Abtei Münsterschwarzach (1744 bis 1749)
- Umbau des Klosters Oberzell in Zell am Main (1744 bis 1760)
- als bautechnischer Beirat Wiederaufbau des im November 1745 niedergebrannten Mittelbaus (Fürstenbau) des Juliusspitals (bis 1749)[17]
- Heilige Stiege der Kreuzbergkirche in Bonn (1746 bis 1751)
- Kirche der Abtei Neresheim (1747 bis 1792)
- Pfarrkirche St. Michael in Hofheim im Ried (1747 bis 1754)
- Stiftsrathaus in Ellwangen, Beteiligung (1748 bis 1750)
- Marmelsteiner Hof (Domherrenhof Stadion) in Würzburg, Domerschulstraße 2 (1747)[16]
- Wallfahrtskirche Käppele in Würzburg (1748 bis 1750)
- Kirche St. Vitus in Dittigheim (1748 bis 1752)
- Gartenpavillon in Randersacker (um 1750)
- Freiligrathhaus (Entwurf Palais von Buschmann/von Biegeleben) in Unkel am Rhein (1750/70)
- Wallfahrtskirche Maria in Limbach (1751 bis 1755)
- Schloss Veitshöchheim in Veitshöchheim, Erweiterung (1753)
- abgegangene Michaelskirche in Kitzingen-Etwashausen, Erweiterung (vor 1754)

## Ehrungen
Zu Ehren von Balthasar Neumann sind Orte und Einrichtungen in Deutschland und Tschechien benannt. Außerdem tragen ein Asteroid, ein Architekturpreis und ein Chor seinen Namen. Neumanns Porträt war auf der 5-DM-Gedenkmünze (1978) und dem 50-DM-Schein der Deutschen Bundesbank (1990) abgebildet. In der Ruhmeshalle München befindet sich eine Büste Neumanns, in Bad Kissingen ein Denkmal des Baumeisters. In Eger und Würzburg erinnern Gedenktafeln bei seinen Wirkungsstätten an Neumann.

## Film
- Balthasar Neumann – Vollender des Barock. Bayerisches Fernsehen 2003. Gezeigt in BR-alpha am 10. Oktober 2009, 20:15–21:00 Uhr (Aufnahmen der Bauwerke).